# Estación Los Amores
Los Amores es una estación de ferrocarril ubicada en la localidad homónima, departamento Vera, provincia de Santa Fe, Argentina

## Servicios
Es una de las estaciones terminales del servicio interprovincial que presta Trenes Argentinos Operaciones entre esta estación y Cacuí, Provincia del Chaco.
Presta un servicio ida y vuelta cada día hábil entre cabeceras.
Las vías por donde corre el servicio, corresponden al Ramal F del Ferrocarril General Belgrano, las mismas son propiedad del estado de la Provincia del Chaco.